# Carabodes willmanni
Carabodes willmanni is een mijtensoort uit de familie van de Carabodidae. De wetenschappelijke naam van de soort is voor het eerst geldig gepubliceerd in 1975 door Bernini.